# Loisy-en-Brie
Loisy-en-Brie è un comune francese di 195 abitanti situato nel dipartimento della Marna nella regione del Grand Est.

## Società

### Evoluzione demografica
Abitanti censiti